# Droit britannique
Le droit britannique est l'ensemble des différents systèmes légaux appliqués au Royaume-Uni : le droit anglais (englobant le droit gallois), qui vaut en Angleterre et au Pays de Galles (juridiction de l'Angleterre et Pays de Galles), caractérisé par la common law ; le droit écossais, dont l'autonomie est garantie par l'Acte d'Union de 1707 et qui est caractérisé par un système mixte de common law et de droit civil ; enfin, le droit nord-irlandais qui existe depuis le Government of Ireland Act 1920.

## Histoire
Le système juridique gallois, autrefois distinct, fut aboli après l'adoption de l'Acte d'Union de 1536. L'Acte d'Union de 1707 permet à l’Écosse de conserver une Église et un pouvoir judiciaire indépendants. L'Irlande a perdu son parlement indépendant plus tard que l’Écosse mais l'Église anglicane établie était historiquement un archevêché de l'Église d'Angleterre dirigée par le roi ou la reine et devait rendre des comptes à l'archevêque de Canterbury. Dans l'ensemble, le système juridique était distinct de celui applicable en l'Angleterre et au pays de Galles. Le système juridique de l'Irlande est actuellement entièrement distinct de celui du Royaume-Uni, mais celui de l'Irlande du Nord conserve des liens avec le passé impérial, dans la mesure où il est basé sur le système médiéval anglais de la common law. Il existe de nombreuses lois anglaises de l'époque de la Poynings' Law qui s'appliquent en Irlande du Nord et il est possible de faire un appel d'une décision de la cour d'appel de l'Irlande du Nord devant la Cour suprême du Royaume-Uni.
« La partie civilisée de la terre est divisée en certaines unités de territoire, dans chacune desquelles un droit particulier, propre à ce seul territoire prévaut, et ce territoire est à des fins juridiques une entité ». Ce qui définit l'État : « On a vu que l'existence d'entités juridiques distinctes au sein des dominions d'un État souverain unique est une réalité, le résultat d'accidents historiques ... quand Hawaï fut annexé par les États-Unis, (l'archipel) est resté une unité juridique distincte ».
L'État est également défini en droit international public par la Convention de Montevideo, qui se réfère aux critères suivants nécessaires pour constituer un véritable État : (a) une population permanente ; (b) un territoire déterminé ; (c) un gouvernement, et (d) la capacité d'entrer en relation avec les autres États.
Des États, comme l'Australie utilisent le terme d'« unité juridique » (« law unit ») et des auteurs usent du mot « pays » (« country ») car ils pensent que ces termes portent moins à confusion que l'utilisation du mot « État ». L'opinion majoritaire cependant estime que le terme « État » est le plus approprié. Par conséquent, et à des fins de conflits de lois, l'Angleterre et le pays de Galles constituent un seul « État ».
Ceci est important pour un certain nombre de raisons, l'une des plus importantes étant la distinction entre la nationalité et le domicile. Ainsi, un individu pourrait avoir la nationalité Britannique et le domicile dans l'un des « États constituants » (« constituent states ») (du Royaume-Uni) et c’est la loi du domicile qui définit tous les aspects du statut et de la capacité de la personne.
Dicey et Morris firent la liste des îles britanniques qui sont des « États » distincts (« separate states »). « L'Angleterre, l’Écosse, l'Irlande du Nord, l'Île de Man, Jersey, Guernesey, Alderney, et Sark… sont des pays indépendants dans le sens du conflit de lois, bien qu'aucun d'entre eux ne soit un État reconnu en droit international public ».
Mais ceci peut être modifié par la loi. Le Royaume-Uni est un État aux fins de la loi sur la lettre de change de 1882 (« The Bills of Exchange Act 1882 »). De même, le Royaume-Uni est un État unique aux fins de la loi sur les sociétés de 1985 (The Companies Act 1985).
Traditionnellement, les auteurs parlent d'Angleterre pour désigner l'unité juridique ou « l'État » d'Angleterre et du pays de Galles.

## Organisation juridictionnelle
Depuis octobre 2009, la Cour suprême du Royaume-Uni est au sommet de l'organisation juridictionnelle, ayant remplacé la Chambre des lords, qui était compétente pour toutes les affaires civiles et pénales du Royaume, excepté les affaires pénales ayant eu lieu en Écosse, jugées par la Haute Cour de justice.
Chacune de ces zones, l'Irlande du Nord, l'Écosse et l'Angleterre et le pays de Galles, conservent toutefois un système judiciaire autonome.
Enfin, le Comité judiciaire du Conseil privé, héritage de l'Empire, est l'instance suprême concernant les affaires ayant trait au Commonwealth.

## Branches

### Droit pénal
En matière de droit et de procédure pénale, le droit écossais se distingue notamment par son principe de corroboration des preuves, selon lequel nul ne peut être condamné sur le fondement d'une seule et unique preuve, quelle que soit sa présomption de validité.

### Droits de l'homme

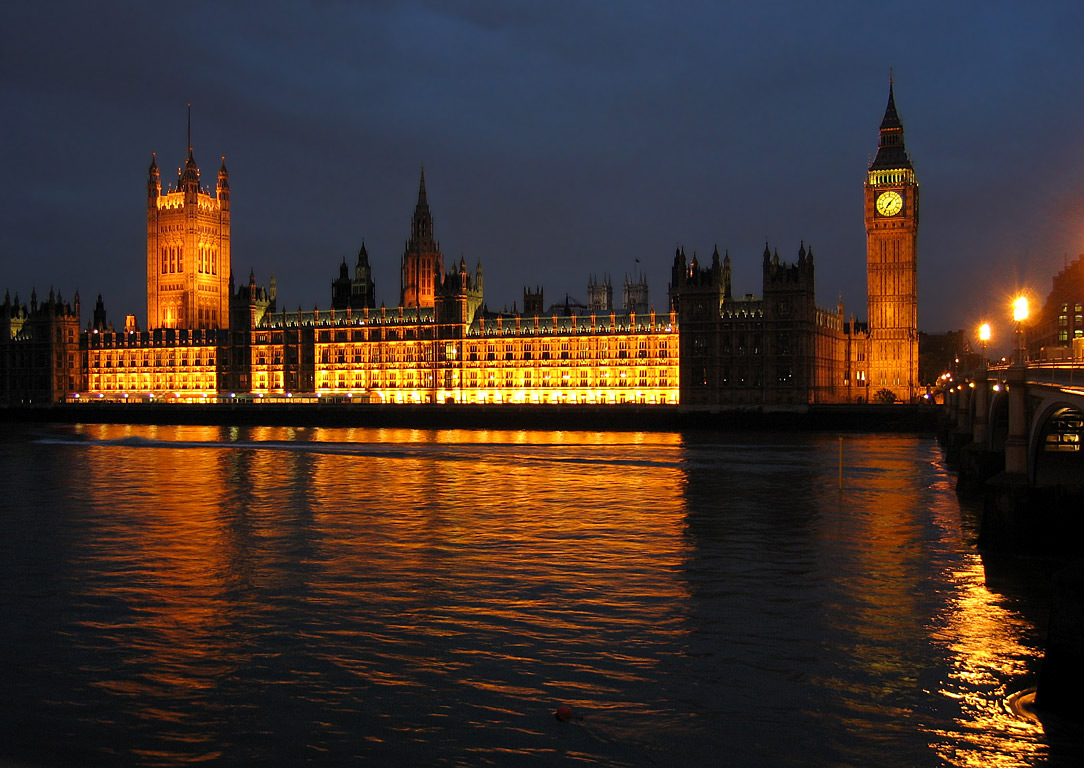
Le palais de Westminster, au cœur de Londres, siège du pouvoir législatif britannique.

L'Habeas corpus (1679) est l'un des plus anciens textes juridiques garantissant le respect des libertés civiles. Il trouve ses origines dans la Magna Carta de 1215. Si ce texte ne s'applique qu'au droit anglais, le droit écossais reconnaît l'habeas corpus depuis une loi de 1701 (Act for preventing wrongful imprisonment and against undue delays in trials).
Le Human Rights Act de 1998 a permis de porter des recours devant les tribunaux britanniques sur le fondement de violations de la Convention européenne des droits de l'homme (CEDH), donnant une portée effective à celle-ci dans l'ordre interne - le Royaume-Uni partage en effet une conception dualiste des rapports entre droit interne et droit régional ou international.

## Agences administratives indépendantes
Le Royaume-Uni connaît plusieurs types d'agences indépendantes, qui sont très nombreuses (plusieurs centaines au total):
- les autorités administratives indépendantes (quasi non-governmental organisation ou quangos), qui incluent par exemple la Press Complaints Commission, l'Office of Communications (Ofcom) ou la Water Services Regulation Authority (en) (Ofwat). Certains quangos ressemblent toutefois aussi à des établissements publics (dotés de personnalité morale), mais, à la différence de ces derniers, ne dépendent pas de la tutelle du ministère des Finances ou de l'administration[3].
- les non-departmental public bodies qui incluent la BBC, la chaîne de télévision S4C, le Committee on Standards in Public Life (en), l'Independent Police Complaints Commission ou encore l'Equality and Human Rights Commission (en);
- les départements non ministériels (l'Office de régulation du rail, etc.). Ces derniers sont des ministères qui ne dépendent pas de l'exécutif et ne sont pas dirigés par un ministre, mais répondent directement devant la législature. Ce ne sont donc pas vraiment des AAI, à la différence des non-departmental public bodies.

Le Parliamentary and Health Service Ombudsman (en) n'est pas une AAI, puisqu'il dépend du Parlement, bien qu'il bénéficie d'une certaine autonomie.